# Колвілл (Вашингтон)
Колвілл (англ. Colville) — місто (англ. city) в США, в окрузі Стівенс штату Вашингтон. Населення — 4917 осіб (2020).

## Географія
Колвілл розташований за координатами 48°32′43″ пн. ш. 117°53′53″ зх. д. / 48.54528° пн. ш. 117.89806° зх. д. (48.545147, -117.898109).  За даними Бюро перепису населення США в 2010 році місто мало площу 7,58 км², уся площа — суходіл. В 2017 році площа становила 7,99 км², уся площа — суходіл.

### Клімат
| Клімат : Колвілл        | Клімат : Колвілл | Клімат : Колвілл | Клімат : Колвілл | Клімат : Колвілл | Клімат : Колвілл | Клімат : Колвілл | Клімат : Колвілл | Клімат : Колвілл | Клімат : Колвілл | Клімат : Колвілл | Клімат : Колвілл | Клімат : Колвілл | Клімат : Колвілл |
| Показник                | Січ.             | Лют.             | Бер.             | Квіт.            | Трав.            | Черв.            | Лип.             | Серп.            | Вер.             | Жовт.            | Лист.            | Груд.            | Рік              |
| Абсолютний максимум, °C | 13,9             | 16,1             | 24,4             | 33,3             | 35,6             | 42,2             | 42,8             | 41,1             | 37,2             | 30,6             | 23,9             | 14,4             | 42,8             |
| Середній максимум, °C   | −0,4             | 3,9              | 10,8             | 17,5             | 22,0             | 25,5             | 30,7             | 29,8             | 24,3             | 15,8             | 5,8              | 0,9              | 15,6             |
| Середній мінімум, °C    | −7,9             | −6,3             | −2,3             | 0,8              | 4,6              | 7,6              | 9,6              | 8,5              | 5,2              | 1,1              | −2,3             | −5,6             | 1,1              |
| Абсолютний мінімум, °C  | −33,9            | −33,9            | −18,9            | −11,1            | −4,4             | −2,2             | −0,6             | −1,7             | −6,7             | −15,6            | −23,9            | −30,6            | −33,9            |
| Норма опадів, мм        | 49               | 37               | 34               | 29               | 41               | 44               | 21               | 18               | 25               | 36               | 55               | 57               | 446              |
| Днів з опадами          | 12               | 9                | 8                | 7                | 9                | 9                | 4                | 4                | 6                | 8                | 11               | 13               | 100,0            |
| ----------------------- | ---------------- | ---------------- | ---------------- | ---------------- | ---------------- | ---------------- | ---------------- | ---------------- | ---------------- | ---------------- | ---------------- | ---------------- | ---------------- |
| Джерело:                |                  |                  |                  |                  |                  |                  |                  |                  |                  |                  |                  |                  |                  |

## Демографія
Згідно з переписом 2010 року, у місті мешкали 4673 особи в 2043 домогосподарствах у складі 1161 родини. Густота населення становила 616 осіб/км².  Було 2221 помешкання (293/км²).
Расовий склад населення:
| - 92,4 % — білих - 2,1 % — корінних американців - 0,9 % — азіатів - 0,2 % — вихідців з тихоокеанських островів - 0,1 % — чорних або афроамериканців - 1,2 % — осіб інших рас |

До двох чи більше рас належало 3,0 %. Частка іспаномовних становила 3,8 % від усіх жителів.
За віковим діапазоном населення розподілялося таким чином: 24,0 % — особи молодші 18 років, 57,1 % — особи у віці 18—64 років, 18,9 % — особи у віці 65 років та старші. Медіана віку мешканця становила 40,4 року. На 100 осіб жіночої статі у місті припадало 84,4 чоловіків;  на 100 жінок у віці від 18 років та старших — 79,7 чоловіків також старших 18 років.
Середній дохід на одне домашнє господарство  становив 44 545 доларів США (медіана — 34 242), а середній дохід на одну сім'ю — 57 643 долари (медіана — 40 846). Медіана доходів становила 41 599 доларів для чоловіків та 33 365 доларів для жінок. За межею бідності перебувало 21,7 % осіб, у тому числі 29,1 % дітей у віці до 18 років та 18,5 % осіб у віці 65 років та старших.
Цивільне працевлаштоване населення становило 1958 осіб. Основні галузі зайнятості: освіта, охорона здоров'я та соціальна допомога — 22,1 %, роздрібна торгівля — 21,3 %, виробництво — 13,6 %, мистецтво, розваги та відпочинок — 7,7 %.